# 嘉義縣 (清朝)
嘉義縣是清朝在臺灣所設的行政區劃之一，是乾隆五十二年（1787年）時為嘉獎林爽文事件中縣民力守諸羅縣城之事，而將諸羅縣更名而來。
當時軍機處原向乾隆帝擬定的名稱包括嘉忠、懷義、靖海、安順，最終乾隆帝在嘉忠、懷義當中圈選了嘉義二字，作為原諸羅縣所更改之名稱。
嘉義縣成立後轄域仍有所調整，但仍維持到割臺時才被日本政府規劃改制成「臺南縣嘉義支廳」（實際上臺灣南部的臺南府城被日軍所控制時已改制臺南民政支部嘉義出張所）。

## 縣域
嘉義縣成立時，北以虎尾溪與彰化縣為界，南以新港溪（今鹽水溪）與臺灣縣為界，相當於今天臺灣雲林縣中南部、嘉義縣市、臺南市北部，以及南投縣西南部一帶。
道光十五年（1835年）時，曾文溪以南改歸臺灣縣所轄，臺灣設省後，北港溪以北之地改歸新設之臺灣府雲林縣管轄。